# Mario Gómez
Mario Gómez García (Riedlingen, Njemačka, 10. srpnja 1985.) bivši je njemački nogometaš španjolskog porijekla, napadač njemačke nogometne reprezentacije.

## Životopis
Mario Gómez je sin španjolskog useljenika iz Granade i majke Njemice. Rođen je i odrastao u Unlingenu. Ima stariju sestru.

## Uspjesi
- Prvak Njemačke sa Stuttgartom: 2007.
- Proglašen za najboljeg njemačkog igrača u Njemačkoj 2007. godine
- Prvak Njemačke s Bayernom: 2010., 2013.
- Osvajač njemačkog kupa: 2010., 2013.
- Osvajač njemačkog superkupa: 2010., 2012.
- Prvak Europe: 2013.

## Poveznice
- Službena stranica (njem.)